# Prototipi di Falcon

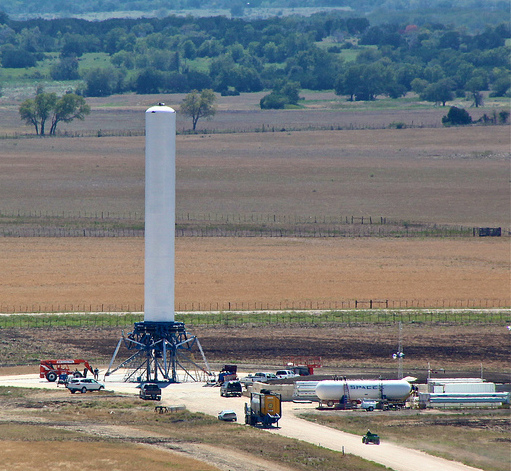
Grasshopper v1.0 alla base McGregor.

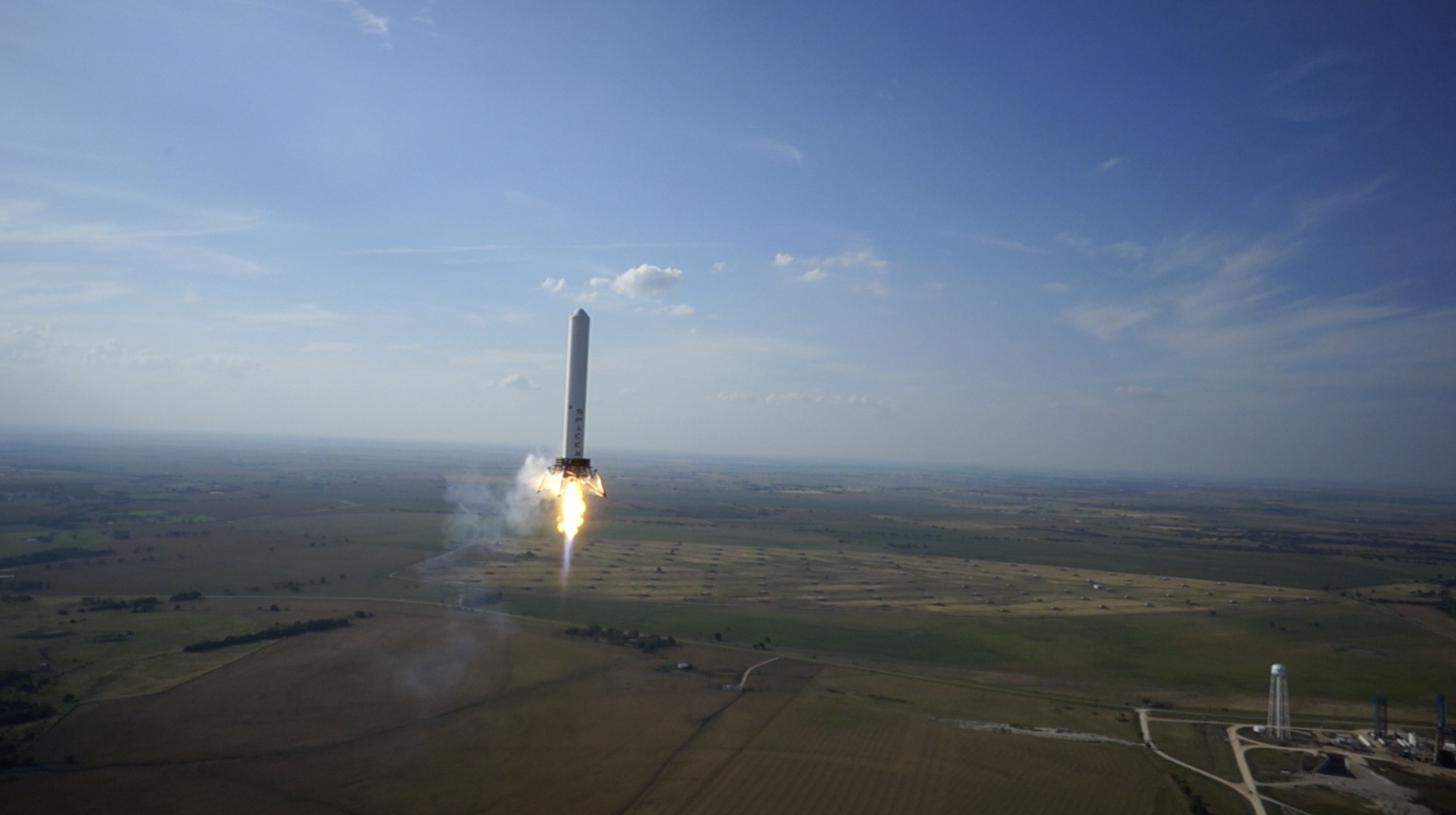
Grasshopper a 325 m di altezza durante un volo test.

Il Grasshopper (dall'inglese: cavalletta) e il Falcon 9 Reusable Development Vehicle (conosciuto anche come F9R Dev1) furono due dimostratori tecnologici sperimentali, riutilizzabili e in grado di compiere voli suborbitali decollando e atterrando verticalmente (VTOL). Il progetto, finanziato interamente dalla compagnia privata SpaceX, non ha ricevuto fondi dal governo degli Stati Uniti. Furono costruiti due prototipi, ed entrambi furono utilizzati in voli test.
Il Grasshopper fu annunciato nel 2011 e cominciò i primi voli a bassa quota e velocità nel 2012. Il primo prototipo era alto 32 m e compì otto voli test con successo tra il 2012 e 2013, dopodiché venne sostituito dal più potente Falcon 9 Reusable development vehicle (F9R Dev 1), basato sul Falcon 9 v1.1. Fu testato sia ad altitudini più alte e a velocità supersoniche sia per test ad altitudine più bassa. Il F9R Dev 1 è stato costruito tra il 2013 e il 2014 e fece il suo primo volo a bassa altitudine il 17 aprile 2014; venne distrutto durante un test presso il McGregor test site il 22 agosto 2014.
I test condotti grazie al Grasshopper e al F9R Dev sono stati fondamentali per lo sviluppo del Falcon 9 e del Falcon Heavy, che sarebbero dovuti atterrare verticalmente col serbatoio quasi vuoto. I voli dei razzi furono seguiti da una serie di test eseguiti con gli stadi usati durante le missioni commerciali che si sono svolti durante i voli del Falcon 9 dal settembre 2013. Quest'ultimo infine portato il primo ritorno al luogo di lancio di successo il 21 dicembre 2015.

## Descrizione

### Grasshopper
l Grasshooper era un dimostratore tecnologico riutilizzabile ad atterraggio verticale. Era costruito sul primo stadio del Falcon 9 v1.0e compì tra 2012 e 2013 otto voli test presso la base di McGregorin Texas.
Il primo test avvenne nel settembre 2012 con un breve salto di tre secondi, seguito da un altro a novembre dello stesso anno, questa volta durato otto secondi e fu raggiunta un'altezza di circa 5,4 m. Nel dicembre 2012 durante il terzo volo, della durata di 29 secondi, raggiunse un'altezza di 40 m prima di atterrare con il solo ausilio del motore a razzo e atterrare verticalmente. Il Grasshopper completò con successo il suo ottavo e ultimo test il 7 ottobre 2013, volando ad un'altitudine di 744 m prima di riatterrare verticalmente. Dopo questo volo il Grasshopper è stato ritirato.
Il Grasshopper consiste in "un primo stadio del Falcon 9 v1.0, un singolo motore Merlin 1D" alto 32 m. Le gambe per l'atterraggio erano fisse. Il dimostratore tecnologico Grasshopper divenne noto al pubblico verso la fine del 2011, quando i giornalisti per la prima volta ne scrissero un articolo al riguardo dopo aver analizzato i registri dei lanci spaziali della Federal Aviation Administration.
Poco dopo, SpaceX confermò l'esistenza del programma di sviluppo del veicolo sperimentale, fu svelato che nel 2012 sarebbero iniziati i voli di prova.
Comunicati stampa del 2011 indicavano che i test subsonici si sarebbero svolti nella base di McGregor, Texas, in tre fasi, con una massima altitudine tra i 200 e i 3510 m, durarono tra i 45 a 160 s. All'epoca, era programmato che si sarebbero svolti fino a tre anni di test e i permessi richiesti alla FAA coprivano 70 lanci all'anno. Fu costruito un sito di lancio di 2000 metri quadrati in cemento per supportare il programma. Nel settembre del 2012 SpaceX annunciò di aver richiesto alla FAA l'approvazione per un aumento alla massima altitudine permessa nei loro voli. Nel novembre del 2012 il CEO di SpaceX, Elon Musk, annunciò: "Nel corso dei prossimi mesi, aumenteremo gradualmente altitudine e velocità. [...] Io credo che probabilmente saranno molte buche lungo la strada; saremo molto fortunati se non ci saranno problemi. L'atterraggio verticale è un importante passo avanti — eccezionale, veloce, riutilizzabile,"

### F9R Dev1

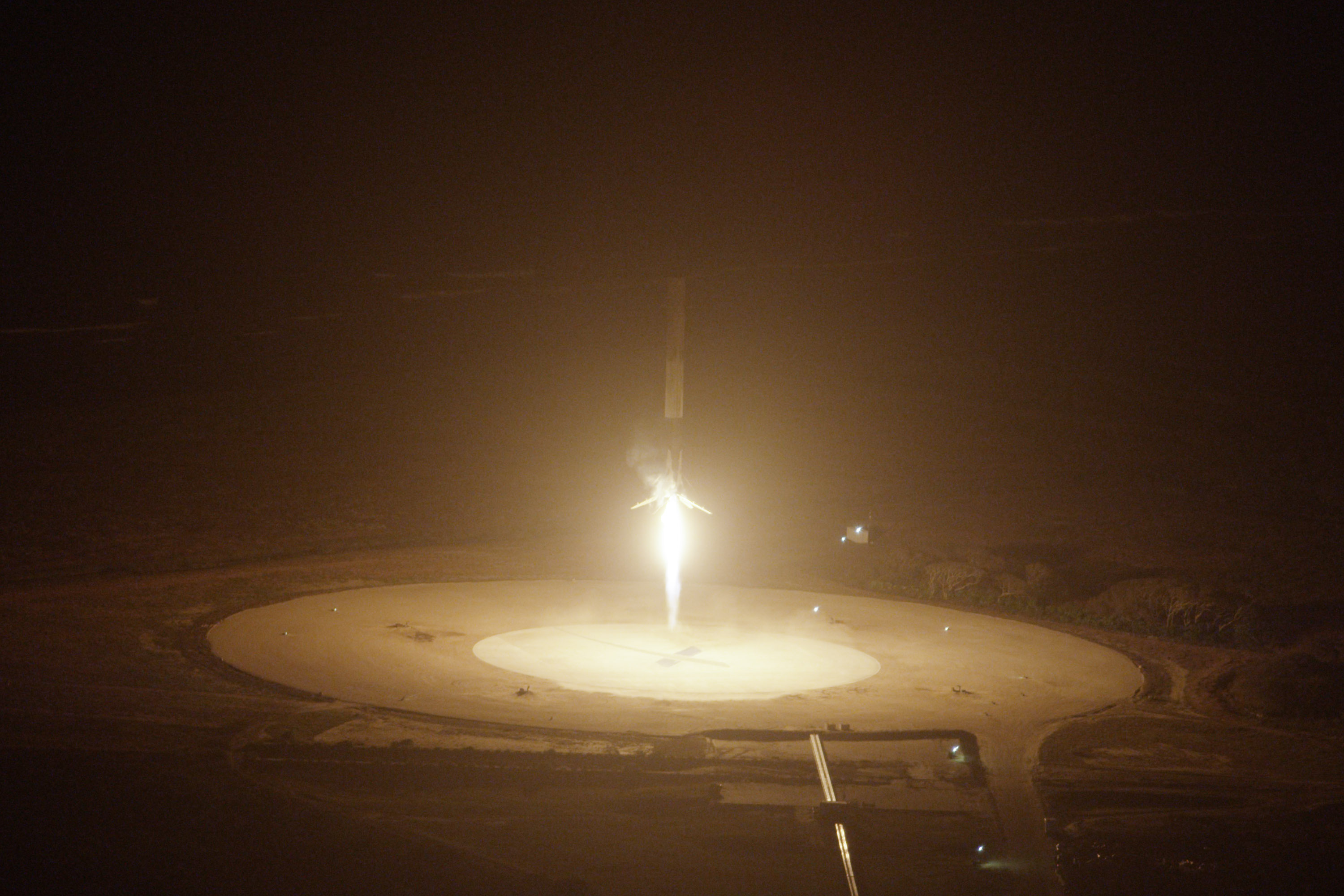
Un Falcon 9 immediatamente prima di atterrare sulla Landing Zone 1

F9R Dev1 è stato costruito a partire da un primo stadio di un Falcon 9 v1.1, quindi era alto poco meno di 50 metri, quasi il 50% più lungo del Grasshopper. Le gambe per l'atterraggio erano retrattili; formate da un pistone telescopico ed una struttura ad A. La superficie di appoggio totale era di 160  m2 e pesavano meno di 2100 kg; il sistema di apertura usava elio ad alta pressione. Le gambe pesavano meno del primo Grasshopper a vuoto. Il F9R Dev1 utilizzava un diverso alloggiamento motore rispetto al suo predecessore.
Il F9R Dev1 era progettato per decollare e accelerare con tre motori, poiché il veicolo non necessitava la potenza necessaria per sollevare anche il secondo stadio e il carico utile, mentre atterrava usando un solo motore. Il Grasshopper originale ha volato esclusivamente con un solo Merlin, visto che tutti gli atterraggi si sarebbero svolti con un solo motore acceso.

### F9R Dev2

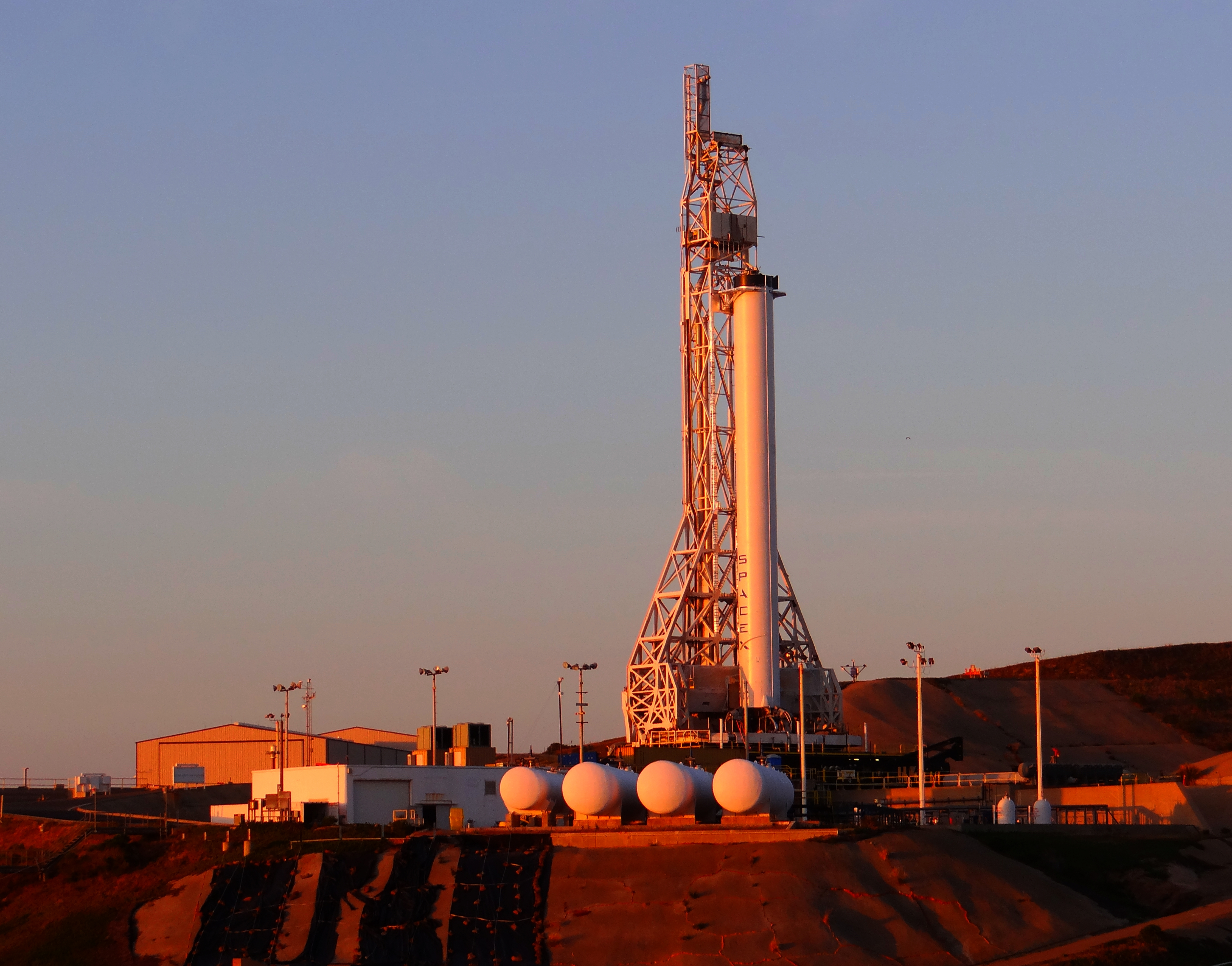
LIn-Flight Abort Booster, probabilmente l'ex F9R Dev2, allo SLC-4E.

Nel maggio del 2013 fu annunciato che la parte di test che necessitavano di altitudini e velocità più alte si sarebbero svolti allo Spaceport America grazie strutture in leasing, vicino a Las Cruces, New Mexico e non al White Sands Missile Range come da programma. SpaceX indicò nel maggio del 2013 che non era ancora noto quante attività saranno spostate dal Texas al New Mexico.
SpaceX cominciò a costruire una piattaforma di lancio di 900 m^2 allo Spaceport America nel maggio del 2013 nella parte meridionale dello spazioporto, pagando 6000 dollari per mese più 25.000 dollari per lancio.
Fu inizialmente pianificato un terzo veicolo di test, F9R Dev2, da utilizzare solamente per i test ad altitudine più alta (91 km) allo Spaceport America. A settembre 2014, dopo la distruzione del F9R Dev1, SpaceX cambiò i suoi piani, così il Dev2 sarebbe stato prima utilizzato per i voli a bassa quota presso la base McGregor. Il permesso iniziale della FAA era stato esteso fino a febbraio 2015.
Nel maggio 2015, una rivista specializzata affermò che per i successi tecnici nell'oceano e sull'ASDS, SpaceX pianificava di usare il sito in New Mexico per testare gli stadi riutilizzati.
Il 19 febbraio 2015 SpaceX annunciò che lo sviluppo del F9R Dev2 era stato abbandonato.
Durante aprile 2015 SpaceX eseguì test di riempimento dei serbatoi sul In-Flight Abort Test Article alla base dell'Airforce presso Vandenberg, Poiché questo razzo ha solo tre Merlin 1D, e il sito nel New Mexico sarà usato per testare gli stadi da riutilizzare, era stato ipotizzato che l'abbandonato F9R Dev2 sia stato riproposto come razzo vettore per l'In-Flight Abort Test, prima che l'entrata in servizio del Falcon 9 Full Thrust (soprattutto il propellenti più densi di quest'ultimo) rendessero il F9R Dev2 incompatibili con entrambe le piattaforme di lancio della SpaceX.

## Storia

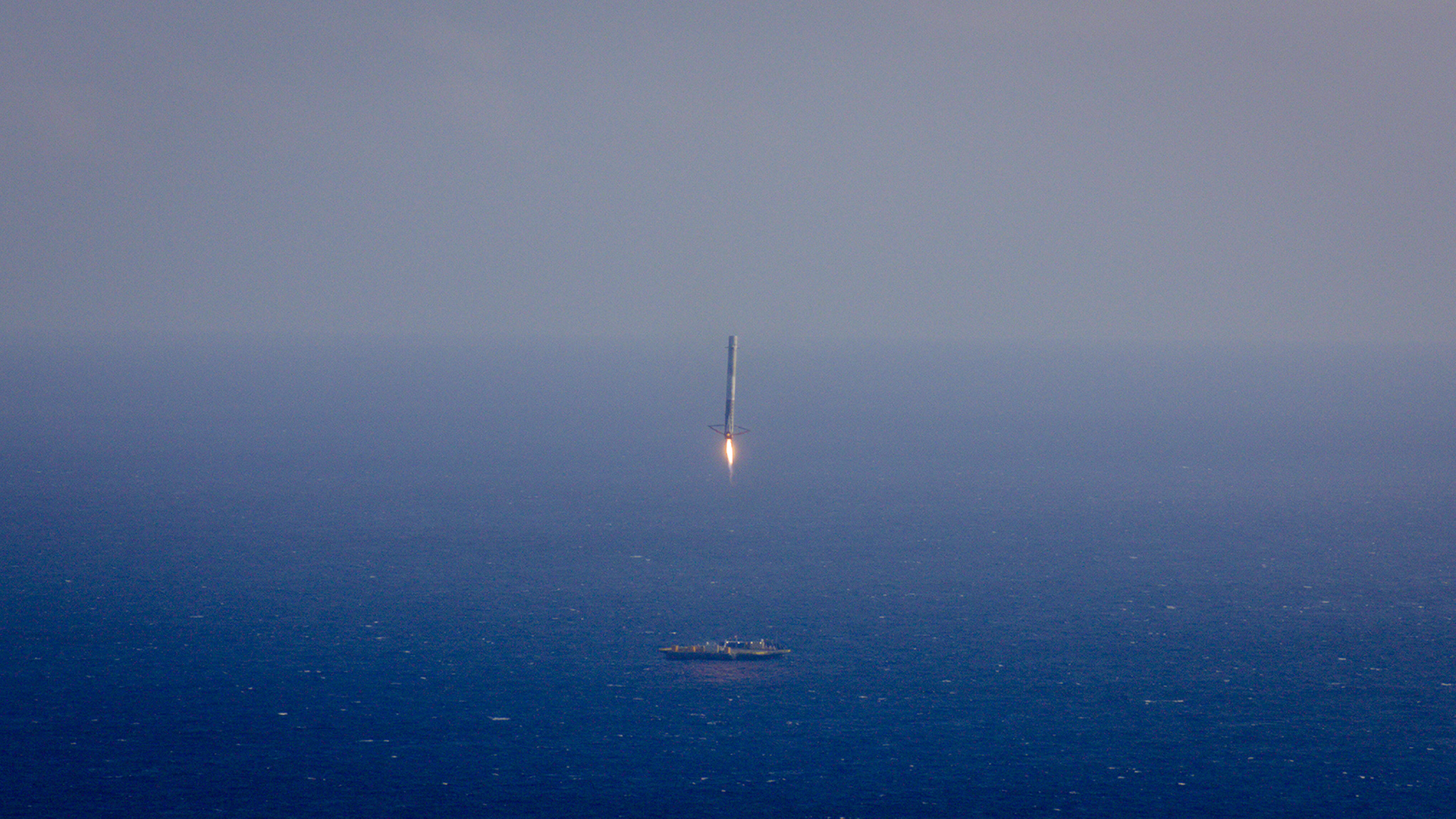
Il primo stadio del Falcon 9 tenta di atterrare sull'ASDS mentre il secondo stadio raggiunge l'orbita durante la missione CRS-6.

Nel 2013, SpaceX cominciò ad utilizzare il Falcon 9 per testare l'atterraggio verticale, oltre ai veicoli adibiti a test esistenti. Nel marzo del 2013 SpaceX annunciò che, a cominciare con il primo volo del Falcon 9 v1.1, il 6 colo della famiglia Falcon 9, tutti i primi stadi sarebbero stati i strumentati ed equipaggiati come il F9R Dev1 per condurre test sulla discesa controllata. L'azienda tentò numerosi atterraggi sull'acqua, sia direttamente nell'oceano risultando in un atterraggio morbido nell'acqua, sia sull'Autonomous Spaceport Drone Ships: chiatte modificate per fungere da piattaforme di atterraggio. Nessuno completamente riuscito.
SpaceX riuscì finalmente a far atterrare un primo stadio il 21 dicembre 2015, durante il ventesimo volo del Falcon 9. L'atterraggio è stato un successo e il Falcon 9 v1.1 Full Thrust fu recuperato. Al 30 giugno 2016 sono stati recuperati integri quattro stadi.

### Voli test del Grasshopper
Il primo veicolo VTOL, il Grasshopper, costruito sulla base di un primo stadio del Falcon 9 v1.0, compì un totale di otto voli test tra il settembre del 2012 e l'ottobre 2013. Tutti voli furono condotti dalla base di McGregor, Texas.
Il Grasshopper cominciò i voli test nel settembre del 2012 con un breve "salto" di tre secondi, seguito da un secondo nel novembre dello stesso anno, stavolta durato otto secondi, che lo portarono ad approssimativamente 5,4 m dal terreno. Un terzo volo si è svolto a dicembre 2012, dove il razzo si è librato ad un'altezza di 40 metri per 29 secondi prima di eseguire un atterraggio verticale. L'ultimo test si è svolto il 7 ottobre 2013, volando fino ad un'altitudine di 744 m prima di eseguire il suo ottavo atterraggio coronato da successo. Il Grasshopper fu in seguito ritirato dal servizio.
Il voli test alla base McGregor erano stati limitati dalla FAA a 760 m.
| Test # | Data              | Massima altitudine | Durata     | Note |
| ------ | ----------------- | ------------------ | ---------- | --- |
| 1      | 21 settembre 2012 | 1.8 m              | 3 secondi  | Un "breve balzo" col serbatoio quasi vuoto.                                                                  |
| 2      | 1 novembre 2012   | 5.4 m              | 8 secondi  | |
| 3      | 17 dicembre 2012  | 40 m               | 29 secondi | Primo volo con un manichino di un cowboy.                                                                    |
| 4      | 7 marzo 2013      | 80 m               | 34 secondi | Rapporto peso-potenza all'atterraggio maggiore di uno.                                                       |
| 5      | 17 aprile 2013    | 250 m              | 61 secondi | Dimostrata la capacità di mantenere la stabilità nel vento.                                                  |
| 6      | 14 giugno 2013    | 325 m              | 68 secondi | Testato nuovo sistema di navigazione, necessario negli atterraggi del F9.                                    |
| 7      | 13 agosto 2013    | 250 m              | 60 secondi | Completato con successo il "divert test" allontanandosi di 100 m lateralmente dalla rampa prima di tornarvi. |
| 8      | 7 ottobre 2013    | 744 m              | 79 secondi | Volo finale del Grasshopper                                                                                  |

Il Grasshopper poteva atterrare con la precisione di un elicottero.
Dall'annuncio del 2011 al 2014, SpaceX ha raggiunto tutti i propri obbiettivi precedentemente dichiarati. SpaceX annunciò nel febbraio 2012 di aver in programma molti voli VTOL nello stesso anno, e confermò nel giugno 2012 di aver in programma il primo volo di prova entro i prossimi due mesi.

### Voli test del F9R Dev1
Il Falcon 9 Reusable Development Veichle, o F9R Dev, è stato annunciato nell'ottobre 2012, ma fino al 2014 era conosciuto come Grasshopper v1.1. Nel marzo del 2013 Musk dichiarò la speranza di raggiungere velocità ipersoniche entro la fine dell'anno e che il F9R Dev1, costruito sul modello del primo stadio del Falcon 9, avrebbe svolto i voli di certificazione allo SpaceX Rocket Development and Test Facility entro la fine del mese.
Nel 2014 la FAA acconsentì al F9R Dev1 di aumentare la quota massima dei test a 3000 m alla base di McGregor, precedentemente limitata a 760 m.
Il F9R Dev1 fu costruito utilizzando come modello il primo stadio del più lungo Falcon 9 v1.1.
SpaceX condusse i primi test statici il 28 marzo 2014 a McGregor, mentre il volo inaugurale si svolse il 17 aprile, ad un'altezza di 250 metri. L'ultimo volo fu il quinto, svolto il 22 agosto 2014 dove un sensore anomalo innescò il flight termination system, distruggendo il razzo. Non ci fu nessun ferito ed era presente un responsabile della FAA durante il test. Il video dell'incidendio fu distribuito dalla CBS e molte immagini dell'incidente furono pubblicate sui social media.
| Test # | Data           | Massima altitudine | Durata | Note |
| ------ | -------------- | ------------------ | ------ | --- |
| 1      | 17 aprile 2014 | 250 m              |        | Decollato, movimento laterale, riatterrato con successo. |
| 2      | 1 maggio 2014  | 1000 m             |        | Decollato, movimento laterale, atterrato. |
| 3      | 17 giugno 2014 | 1000 m             |        | Primo test con le grid fins. |
| 4      | 1 agosto 2014  |                    |        | |
| 5      | 22 agosto 2014 |                    |        | Il veicolo si è autodistrutto per un'anomalia. Nessun ferito. L'anomalia è stata causata da un sensore difettoso. Il sensore non aveva un backup su questo velivolo ma sul Falcon 9 è previsto che sia ridondante. |